# Lamponella wombat
Lamponella wombat is een spinnensoort uit de familie Lamponidae. De soort komt voor in Australisch Hoofdstedelijk Territorium.